# Lago di Roncone
Der Lago di Roncone  ist ein Bergsee in den Inneren Judikarien in der Provinz Trient. Er liegt am nordöstlichen Ortsrand von Roncone, einer Fraktion der Gemeinde Sella Giudicarie.

## Entstehung und Geographie
Der See liegt eingebettet zwischen der Adamellogruppe im Westen und den zu den Gardaseebergen zählenden Bergen des Val di Ledro im Osten. Entstanden ist er durch den Schwemmkegel des vom Valle di Bondone kommenden westlich gelegenen Rio Andanà. In der Vergangenheit war der See etwa doppelt so groß. Um Ackerflächen zu gewinnen, wurde der See durch künstlich angelegte Abflüsse bereits ab dem 13. Jahrhundert entwässert. In der Mitte des 20. Jahrhunderts wurde ein breiter künstlicher Abfluss angelegt, der nach wenigen hundert Metern in den Rio Adanà mündet und mit dem die Eutrophierung des Sees aufgrund des geringen Wasseraustausches gebremst werden konnte.
Am Lago di Roncone sind Anzeichen einer langsamen Verlandung zu erkennen, gekennzeichnet durch dichten Bewuchs von Röhrichtpflanzen, wie Schilfrohr, an seinem Nordufer. 
Das Seeufer ist durch einen Uferrundweg erschlossen, der an der westlichen Uferseite auch als Radweg dient. 

## Fischfauna
Im Lago di Roncone sind folgende Fischarten anzutreffen: Elritze, Schleie, Karpfen, Hecht, Forelle, Flussbarsch sowie der europäische Aal.